# Палий, Иван Егорович
Иван Егорович Палий (12 ноября 1947 — 1 января 2009) — украинский предприниматель в области строительства, Герой Украины (2007).

## Биография
Родился 12 ноября 1947 года в Чернобаевском районе Черкасской области.
В 1974 году окончил Одесский инженерно-строительный институт по специальности «Теплогазоснабжение, вентиляция и канализация», став инженером-строителем.
Свой трудовой путь начал с разнорабочего треста «Черноморскгидрострой», затем работал мастером, руководителем группы подготовки производства в СУ-562 «Котломонтаж» г. Макеевка, возглавлял трест «Донбасспромхиммонтаж» (1972) и главное управление «Украглавхимтепломонтаж» (1987).
Был председателем исполкома городского совета г. Славянск (1987—1988).
С 2006 года работал директором строительного комплекса ООО „Проектно-строительное предприятие «Азовинтекс»“, Донецкая область, которое под его руководством стало быстро развиваться, наращивать объёмы производства и активно работать на строительном рынке Украины.
Умер 1 января 2009 года. Похоронен в г. Славянске Донецкой области на Северном кладбище.

## Награды
- Звание Герой Украины (с вручением ордена Державы, 21.11.2007 — за значительный вклад в развитие металлургической промышленности, сооружение и введение в действие кислородно-конверторного цеха Алчевского металлургического комбината, высокий профессионализм).
- Заслуженный строитель Украины (08.08.1997).

## Память
- Имя Палия занесено в бииографическо-энциклопедический справочник «Выдающиеся инженеры Украины».